# Islas Tanga
Las islas Tanga son un grupo de islas en Papúa Nueva Guinea, ubicadas al noreste de Nueva Irlanda y parte del archipiélago de Bismarck. Tanga se compone de cuatro islas principales (Boang, Malendok, Lif y Tefa) y varias islas más pequeñas y deshabitadas. Boang (aprox. 27 km²) consiste en su totalidad en una meseta elevada y de cima relativamente plana de piedra caliza coralina del Pleistoceno, que se eleva hasta 170 m sobre el nivel del mar y tiene acantilados escarpados en gran parte de su perímetro. Las islas son los restos de un estratovolcán que colapsó para formar una caldera. Las islas Lif (283 m), Tefa (155 m) y Malendok (472 m) están en el borde de la caldera, mientras que las islas Bitlik y Bitbok son domos de lava construidos cerca del centro de la caldera.
Están habitados por el pueblo Tanga. El ex primer ministro de Papúa Nueva Guinea, Sir Julius Chan, y Sumsuma, líder de la huelga de Rabaul de 1929 y primer unionista de Papúa Nueva Guinea, son de las islas Tanga.
Las sociedades secretas que se practican en las islas son Sokapana, Tubuan e Ingiet. Los bailes de máscaras que incluyen Lor, Tedak y Kipong se realizan durante ocasiones culturales.